# يوجين مكنمارا
يوجين مكنمارا هو كاتب كندي، ولد في 1930 في أوك بارك في الولايات المتحدة، وتوفي في 17 سبتمبر 2016 في وندسور في كندا.